# 荒生暁子
荒生 暁子（あらお あきこ、1974年9月4日 - ）は、広島県を拠点に活動するフリーアナウンサー。

## 略歴
長崎県立長崎西高等学校から川崎医療福祉大学卒業後も岡山県に残り、1997年NHK岡山放送局に入局。1年間契約キャスターを務めた。任期満了後関西へ移り、ローカル番組を担当していたが、2003年からは広島に拠点を移し、NHK広島放送局の契約キャスター、広島テレビ放送の番組契約リポーターを務めた。その後、広島大学大学院社会科学研究科マネジメント専攻博士課程前期に在籍。広島県内の大学で非常勤講師を務める。

## 過去の担当番組
- おかやま610（NHK岡山）
- こいさんの満腹大冒険 こいさん役（テレビ大阪のグルメ番組）
- 仲田幸司のスポーツナウ アシスタント（MBSラジオ）
- 太田幸司のダイナミックナイター（MBSラジオ、野球シーズン中）
- 朝はトコトン菊水丸 アシスタント（MBSラジオ、2002年度）
- ひるまえワイド（NHK広島）
- お元気ですか日本列島「ぐるっとニュース・中国」（NHK広島）
- テレビ宣言 リポーター（広島テレビ、2008年1月〜3月）
- 旬感テレビ派ッ!（広島テレビ）
  - 「荒生暁子の健康いちばん!」コーナー（2008年4月〜9月）
  - 「とれたてトレンディ」コーナー（2008年10月〜2009年3月）